# Sidisca zika
Sidisca zika är en fjärilsart som beskrevs av Sergius G. Kiriakoff 1962. Sidisca zika ingår i släktet Sidisca och familjen tandspinnare. Inga underarter finns listade i Catalogue of Life.